# الطاووس برودواي
الطاووس برودواي هو فيلم درامي أمريكي صامت من انتاج عام 1922 أخرجه تشارلز برابين. الحاصلين على دور البطولة في فيلم الطاووس بروناي الأمريكي هم بيرل وايت وجوزيف سترايكر ودوريس إيتون . 

## المشاركين في الفيلم
- بيرل وايت في دور ميرتل هاي
- جوزيف سترايكر بدور هارولد فان تاسيل
- دوريس إيتون بدور روز إنغراهام
- هاري ساوثارد في دور جيري جيبسون
- إليزابيث جاريسون بدور السيدة فان تاسيل

## الفهرس
- باريش ، جيمس روبرت وبيتس ، مايكل ر. مديرو الأفلام: دليل لأفلامهم الأمريكية . مطبعة الفزاعة ، 1974.

## الروابط الخارجية
- الطاووس برودواي  في قاعدة بيانات الأفلام على الإنترنت (بالإنجليزية)